# Porto da Folha (ort)
Porto da Folha är en ort i Brasilien.   Den ligger i kommunen Porto da Folha och delstaten Sergipe, i den östra delen av landet, 1 300 km nordost om huvudstaden Brasília. Porto da Folha ligger 42 meter över havet och antalet invånare är 9 420.
Terrängen runt Porto da Folha är varierad. Runt Porto da Folha är det ganska glesbefolkat, med 24 invånare per kvadratkilometer.. Det finns inga andra samhällen i närheten.
Omgivningarna runt Porto da Folha är huvudsakligen savann.